# 費爾克爾 (佛羅里達州)
費爾克爾（英語：Felkel）是位於美國佛羅里達州萊昂縣的一個非建制地區。該地的面積和人口皆未知。

## 地理
費爾克爾的座標為30°35′54″N 84°06′55″W / 30.59833°N 84.11528°W，而該地的平均海拔高度為48米（即157英尺）。